# Кирилов
Кирилов (рус. Кириллов) град је у Русији у Вологдској области. Према попису становништва из 2010. у граду је живело 7728 становника.

## Становништво
| 1939. | 1959. | 1970. | 1979. | 1989. | 2002. | 2010. |
| ----- | ----- | ----- | ----- | ----- | ----- | ----- |
| 5.300 | 6.055 | 6.285 | 7.320 | 8.817 | 8.229 | 7.728 |